# Bilgram
Bilgram és una ciutat i municipalitat al districte d'Hardoi a Uttar Pradesh, Índia, amb una població (2001) de 25.292 habitants i situada a 27° 11′ N, 80° 02′ E / 27.18°N,80.03°E.

## Història
Els raikwars de Raja Sri Ram, que van expulsar els thateres, van fundar la ciutat vers el segle ix o X amb el nom de Srinagar, i la posseïen en temps de Muizz al-Din Muhammad de Ghor que va arribar a la zona el 1193. Els musulmans va conquerir Kanauj i després els sultans de Delhi van dominar Oudh el 1217 sota Shams ad-Din Iltutmish al-Kutbi ibn Yalam Khan (1210/1211-1236). Els dos oficials que van conquerir Srinagar i la regió foren els ancestres del talukdars de Bilgram que existien almenys fins al final del segle xix. Després fou capital d'una pargana formada en temps d'Akbar el Gran, que fou governada en feu pels Sayyids però amb guarnició de 1000 soldats i que incloïa la pargana veïna de Bangar. Un santó local hauria matat a un dimoni anomenat Bel i va agafar el nom de Belgram derivat a Bilgram. El 1881 tenia 11.067 habitants.